# Al-Kharaitiyat Sport Club
Al-Kharitiyath Sports Club (em árabe: نادي الخريطيات) é uma agremiação esportiva do Qatar, mais conhecida por seu time de futebol. É um clube relativamente novo tendo sido formado, em 1996, na região de Al Kharitiyath. Venceu a segunda divisão do país  em 2004, o que significa que atuariam na QSL na temporada seguinte, porém a equipe foi rebaixada na estreia na primeira divisão. Contudo, recuperou sua posição na Qatar Stars League na temporada 2008-2009, permanecendo até 2011-2012.

## História
Al Kharitiyath está entre os mais novos clubes desportivos no Qatar, tendo sido formado em 1996, como Al-Hilal. Entre os fundadores se encontram:
- Sheikh Hamad bin Thamer Al Thani
- Sheikh Khalifa bin Thamer Al Thani
- Nasser Al-Mohammad Fadhalla
- Mubarak Saad
- Mishal Mohammed Al-Ansari
- Adel Ibrahim al-Malik
- Hassan Yousef al-Hakim

Após à sua formação foi introduzido na segunda divisão do Qatar. Depois de ganhar o título da 2ª Divisão, em 2004, conquistou um posto no nível superior. Foi renomeado para o que é conhecido atualmente como, Al Kharitiyath, em 19 de outubro de 2004 por decisão do vice-presidente do Comitê Olímpico do Qatar.

## Títulos
- 2ª divisão do Qatar: 1

2003–2004
- Qatari Stars Cup

Vice-campeão (1): 2012

## Treinadores
| - Mokhtar Mokhtar (2003–05) - João Francisco (2005) - José Roberto Souza (Aug 2005–06) - Ayman Mansour (2006–07) - Luizinho (2007–08) - Rodion Gačanin (2008) - Moscofetch Nebojsa (2008) - Nebojsa Vučković (2008) | - José Roberto Souza (2008) (CT) - Bernard Simondi (Nov 1, 2008–March 23, 2011) - Arturzinho (Feb 3, 2009–May 18, 2009) (CT) - Lutfi Benzarti (March 2011–Jan 12) - Laurent Banide (Jan 1, 2012–May 31, 2012) - Bernard Simondi (July 23, 2012–Dec 31, 2013) - Bertrand Marchand (May 2013–Dec 15, 2014) - Yasser Sibai (Dec 15, 2014–Dec 27, 2014) - Amar Osim (Dec 27, 2014– ) |